# Adam Raga
Adam Raga Sans (Ulldecona, Tierras del Ebro, España, 6 de abril de 1982) es un piloto español de trial, campeón del Mundial outdoor de la especialidad (2005 y 2006) y cuatro veces campeón del Mundial de trial indoor.
Adam Raga se aficionó desde bien pequeño al mundo de las motos y con tan solo seis años, debutó en su primer trial en el desafío Mecatecno de Martorellas. A partir de ese momento, Raga empezó a repartir sus horas de escuela con las de competición oficial. En 1995, gana el campeonato cadete de Cataluña de trial y dos años después el campeonato de España. En 1998, 
A partir de ese momento, Raga empieza a consolidarse como una joven promesa en España y que se afianzaría en los siguientes años con la consecución del Campeonato del Mundo en el 2000.
Raga daría el salto al profesionalismo en 2003 ha formaría parte de la élite profesional del trial. En su primer año acabaría con la consecución de su primer Mundial de Trial Indoor mientras que en el outdoor acabó en la cuarta plaza. En 2004, repetiría la gesta de alzarse con el título en la especialidad en pista cubierta pero solo pudo acabar tercero en la clasificación general en la especialidad al aire libre.
En 2005 y 2006, llegarían los dos mejores años del piloto tarraconense ya que Raga conseguiría alzarse con los títulos mundiales en categoría outdoor e indoor.
A partir de 2007 ha sido el rival de Toni Bou en todos los campeonatos. Una lesión de rodilla en 2009 le obligó a una parada en su carrera deportiva para retomarla en 2010 volviendo a luchar en cada competición por el triunfo.
Adam Raga ha competido toda su vida deportiva con motos Gas Gas, fábrica de motos situada en Salt (Gerona), desarrollando el modelo de trial. Esta reputada marca de motos fue además campeona del mundo con Jordi Tarrés en múltiples ocasiones.

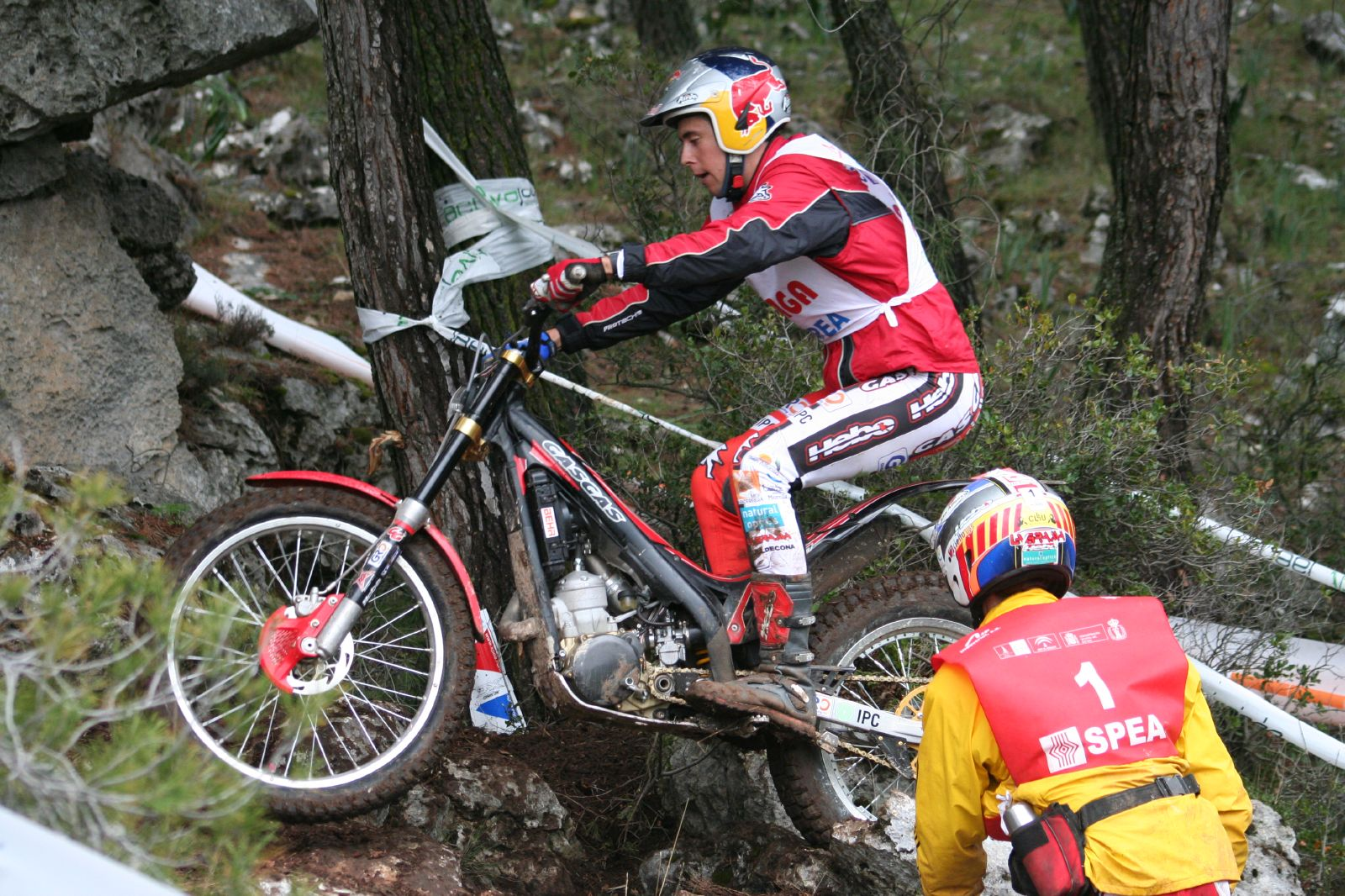
Adam Raga.
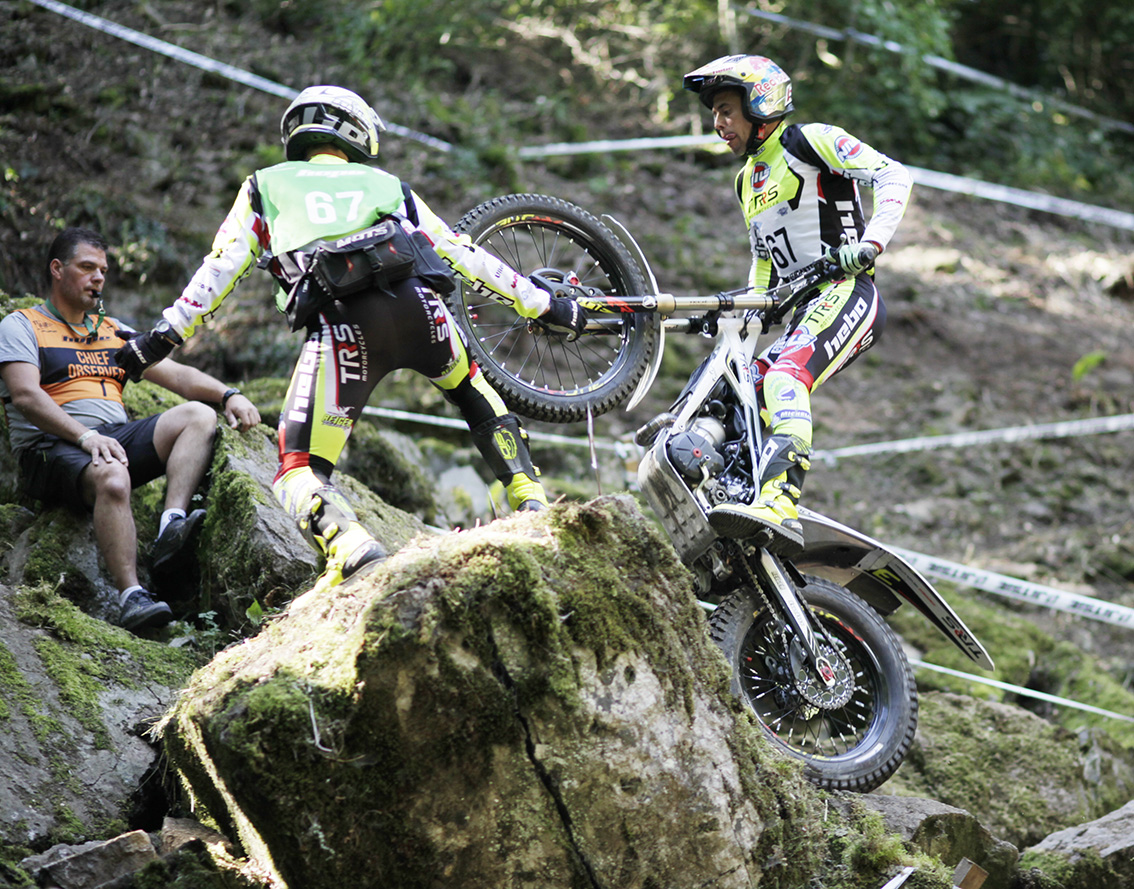
Comblain-au-Pont/Bélgica 2018

## Palmarés
| - 1997 Campeón España Junior - 1999: 2.º de Europa. - 2000: - Campeón de Europa Junior. - Campeón del Mundo Junior. - 2001: Campeón del Mundo del Trial de las Naciones. - 2.º en el Campeonato de España Indoor. - 2002: 2.º en el Campeonato de España. - 2.º en el Campeonato de España Indoor. - 2003: - 5.º en el Campeonato de España. - 4.º en el Campeonato del Mundo. - Campeón del Mundo de Trial Indoor. - 2.º en el Campeonato de España Indoor. - 2004: - Campeón de España Trial Indoor. - Campeón del Mundo del Trial de las Naciones - Campeón de España. - Campeón de España Indoor. - 3.º en el Campeonato del Mundo. - Campeón del Mundo de Trial Indoor. - 2005: - Campeón del Mundo. - Campeón del Mundo de Trial Indoor. - Campeón de España Indoor. - 2006: - Campeón del Mundo. - Campeón del Mundo de Trial Indoor. - 2.º en el Campeonato de España Indoor. - 2007: - Campeón de España. - 2.º en el Campeonato del Mundo. - 2.º en el Campeonato del Mundo Indoor. - Campeón de España Indoor. - 2008: - Campeón de España. - 2.º en el Campeonato del Mundo. - 3.º en el Campeonato del Mundo Indoor. - 2.º en el Campeonato de España Indoor. - 2009: - 2.º en el Campeonato del Mundo. - 3.º en el Campeonato del Mundo Indoor. - 7.º en el Campeonato de España. - 6.º en el Campeonato de España Indoor. | - 2010: - 2.º en el Campeonato del Mundo. - 3.º en el Campeonato del Mundo Indoor. - 1.º en el Campeonato de España. - 3.º en el Campeonato de España Indoor. - 2011: - 2.º en el Campeonato del Mundo. - 3.º en el Campeonato del Mundo Indoor. - 4.º en el Campeonato de España. - 3.º en el Campeonato de España Indoor. - 2012: - 2.º en el Campeonato del Mundo. - 3.º en el Campeonato del Mundo Indoor. - 2.º en el Campeonato de España. - 4.º en el Campeonato de España Indoor. - 2013: - 2.º en el Campeonato del Mundo. - 3.º en el Campeonato del Mundo Indoor. - 2.º en el Campeonato de España. - 4.º en el Campeonato de España Indoor. - 2014: - 2.º en el Campeonato del Mundo. - 3.º en el Campeonato del Mundo Indoor. - 4.º en el Campeonato de España. - 2015: - 2.º en el Campeonato del Mundo. - 2.º en el Campeonato del Mundo Indoor. - 2.º en el Campeonato de España. - 2016: - 2.º en el Campeonato del Mundo. - 2.º en el Campeonato del Mundo Indoor. - 2.º en el Campeonato de España. - 2017: - 2.º en el Campeonato del Mundo. - 2.º en el Campeonato del Mundo Indoor. - 2.º en el Campeonato de España. - 2018: - 3.º en el Campeonato del Mundo. - 2.º en el Campeonato del Mundo Indoor. - 2020: - 1.º en el Campeonato de España. |